# Lewarde
Ne doit pas être confondu avec la ville de Leeuwarden.
Lewarde est une commune française située dans le département du Nord, en région Hauts-de-France.
Située dans le Bassin minier du Nord-Pas-de-Calais, la Compagnie des mines d'Aniche y a ouvert la fosse Delloye, qui est devenue le Centre historique minier de Lewarde et  rappelle cette histoire de l'exploitation minière dans le Nord-Pas-de-Calais.

## Géographie

### Localisation

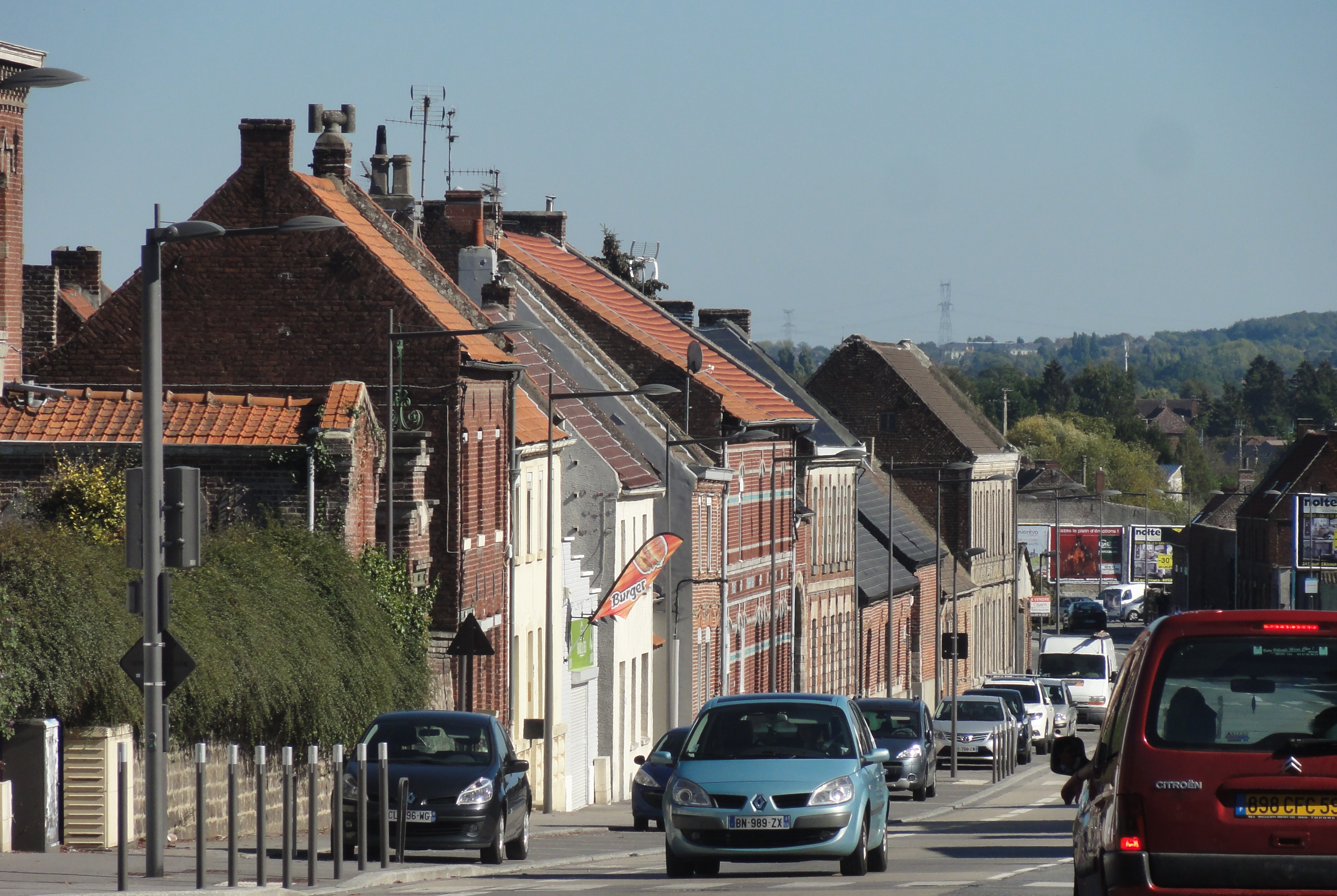
Ambiance de Lewarde : la rue de la Famille-Dervaux.

Lewarde est un bourg de l'Ostrevent dans l'ancien bassin minier du Nord-Pas-de-Calais situéà à 7 km à vol d'oiseau au sud-est de Douai, 33 km au sud de Lille, 22 km au sud-ouest de la frontière franco-belge et 34 km de Tournai, 25 km à l'ouest de Valenciennes, 19 km au nord de Cambrai et 28 km au nord-est d'Arras.
Le sentier de grande randonnée GR 121 et le sentier de grande randonnée de pays GRP du bassin minier du Nord-Pas-de-Calais y passent.
La ville se trouve dans l'aire d'attraction de Douai, l'unité urbaine de Douai-Lens, la zone d'emploi et le bassin de vie de Douai

### Communes limitrophes
Les communes limitrophes sont  Erchin, Guesnain, Loffre, Masny et Roucourt.
| Guesnain | Loffre  |       |
|          | Lewarde | Masny |
| Roucourt | Erchin  |       |

### Géologie et relief
La superficie de la commune est de 3,90 km2 ; son altitude varie de 22  à   62 mètres.

### Hydrographie

#### Réseau hydrographique

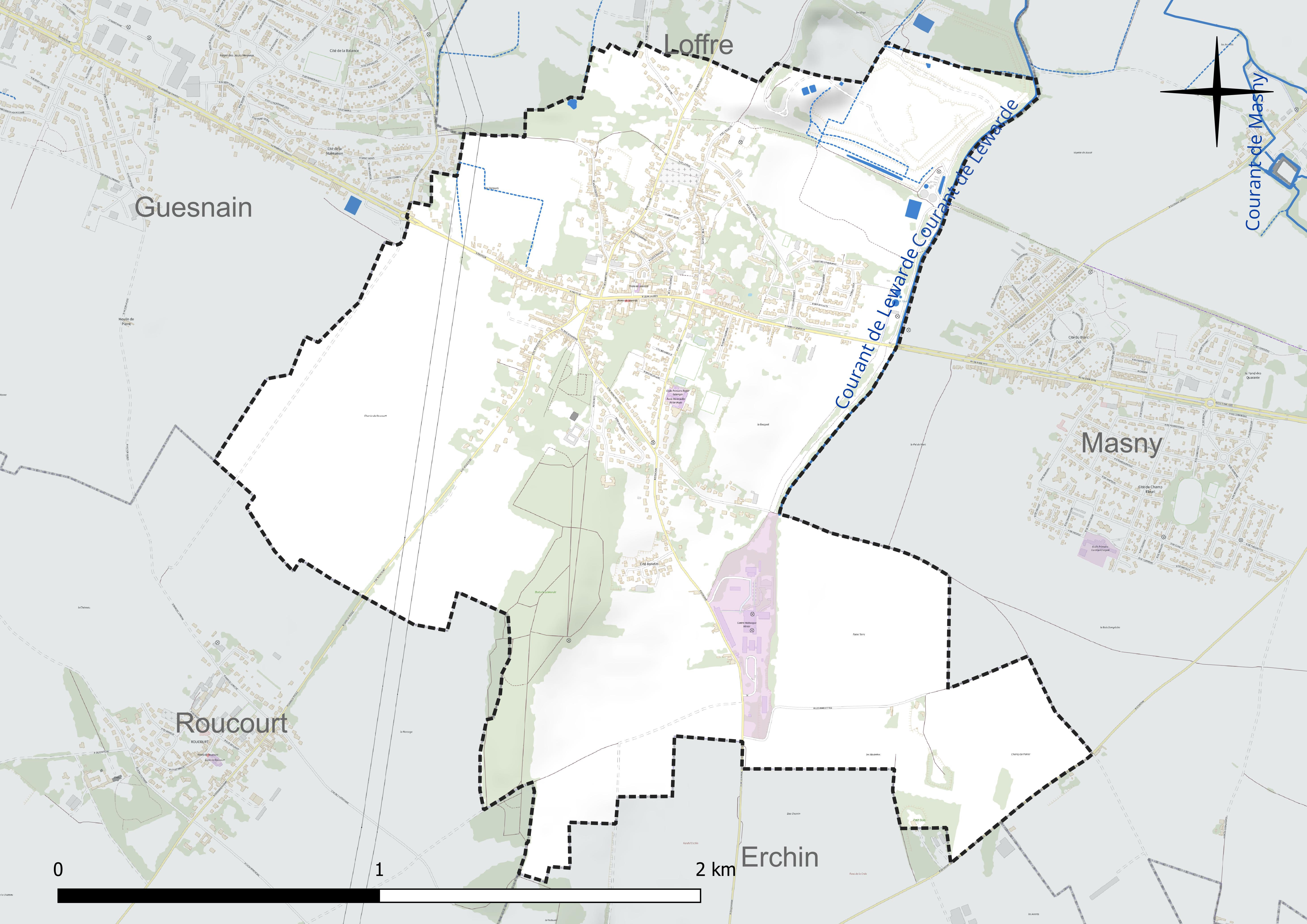
Réseau hydrographique de Lewarde.

La commune est située dans le bassin Artois-Picardie.
Elle est drainée par le Courant de Lewarde et un autre petit cours d'eau,.

#### Gestion et qualité des eaux
Le territoire communal est couvert par le schéma d'aménagement et de gestion des eaux (SAGE) « Scarpe aval ». Ce document de planification concerne un territoire de 624 km2 de superficie, délimité par le bassin versant de la Scarpe aval, comprenant la Pévèle, la plaine de la Scarpe et le bassin minier avec l'Ostrevent. Le périmètre a été arrêté le 18 mars 1997 et le SAGE proprement dit a été approuvé le 12 mars 2009, puis révisé le 5 juillet 2021. La structure porteuse de l'élaboration et de la mise en œuvre est le parc naturel régional Scarpe-Escaut.
La qualité des cours d'eau peut être consultée sur un site dédié géré par les agences de l'eau et l'Agence française pour la biodiversité.

### Climat
Pour des articles plus généraux, voir Climat des Hauts-de-France et Climat du Nord.
En 2010, le climat de la commune est de type climat océanique dégradé des plaines du Centre et du Nord, selon une étude du CNRS s'appuyant sur une série de données couvrant la période 1971-2000. En 2020, Météo-France publie une typologie des climats de la France métropolitaine dans laquelle la commune est exposée à un climat océanique et est dans la région climatique Nord-est du bassin Parisien, caractérisée par un ensoleillement médiocre, une pluviométrie moyenne régulièrement répartie au cours de l'année et un hiver froid (3 °C).
Pour la période 1971-2000, la température annuelle moyenne est de 10,5 °C, avec une amplitude thermique annuelle de 14,7 °C. Le cumul annuel moyen de précipitations est de 692 mm, avec 12 jours de précipitations en janvier et 9,1 jours en juillet. Pour la période 1991-2020, la température moyenne annuelle observée sur la station météorologique la plus proche, située sur la commune de Douai à 7 km à vol d'oiseau, est de 11,0 °C et le cumul annuel moyen de précipitations est de 729,2 mm,. Pour l'avenir, les paramètres climatiques de la commune estimés pour 2050 selon différents scénarios d'émission de gaz à effet de serre sont consultables sur un site dédié publié par Météo-France en novembre 2022.

## Urbanisme

### Typologie
Au 1er janvier 2024, Lewarde est catégorisée ceinture urbaine, selon la nouvelle grille communale de densité à sept niveaux définie par l'Insee en 2022.
Elle appartient à l'unité urbaine de Douai-Lens, une agglomération inter-départementale regroupant 67  communes, dont elle est une commune de la banlieue,,.
Par ailleurs la commune fait partie de l'aire d'attraction de Douai, dont elle est une commune de la couronne,. Cette aire, qui regroupe 61 communes, est catégorisée dans les aires de 50 000 à moins de 200 000 habitants,.

### Occupation des sols

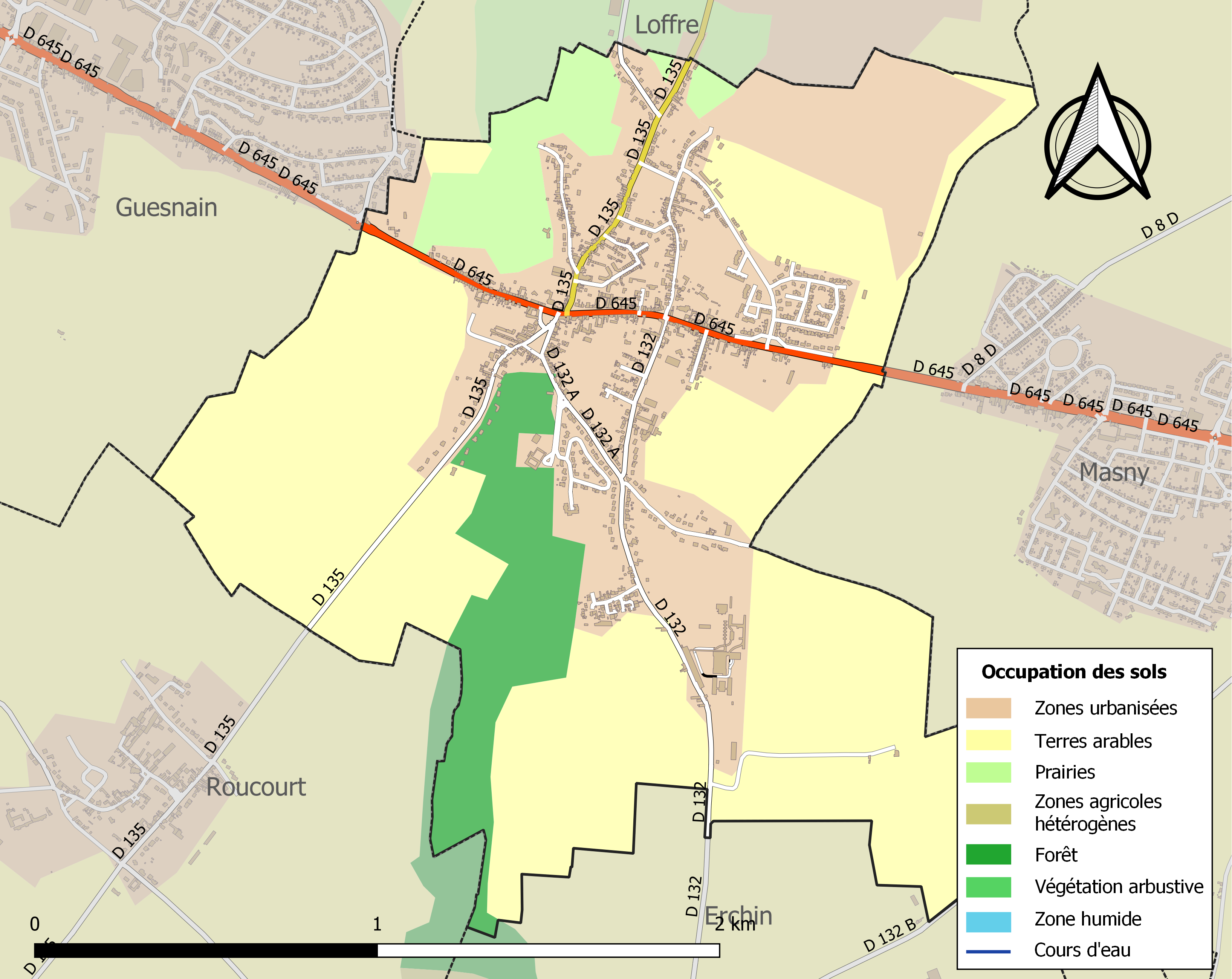
Carte des infrastructures et de l'occupation des sols de la commune en 2018 (CLC).

L'occupation des sols de la commune, telle qu'elle ressort de la base de données européenne d'occupation biophysique des sols Corine Land Cover (CLC), est marquée par l'importance des territoires agricoles (58,5 % en 2018), en diminution par rapport à 1990 (64,4 %).
La répartition détaillée en 2018 est la suivante : 
terres arables (53,5 %), zones urbanisées (27,4 %), forêts (7,6 %), mines, décharges et chantiers (6,5 %), prairies (5 %).
L'évolution de l'occupation des sols de la commune et de ses infrastructures peut être observée sur les différentes représentations cartographiques du territoire : la carte de Cassini (XVIIIe siècle), la carte d'état-major (1820-1866) et les cartes ou photos aériennes de l'IGN pour la période actuelle (1950 à aujourd'hui).

### Habitat et logement
En 2021, le nombre total de logements dans la commune était de 1 108, alors qu'il était de 1 114 en 2016 et de 1 116 en 2011.
Parmi ces logements, 93,7 % étaient des résidences principales, 0,1 % des résidences secondaires et 6,2 % des logements vacants. Ces logements étaient pour 85,1 % d'entre eux des maisons individuelles et pour 10 % des appartements.
Le tableau ci-dessous présente la typologie des logements à Lewarde en 2021 en comparaison avec celle du Nord et de la France entière. Une caractéristique marquante du parc de logements est ainsi la faible proportion des résidences secondaires et logements occasionnels (0,1 %) par rapport au département (1,8 %) et à la France entière (9,7 %).
| Typologie                                               | Lewarde | Nord | France entière |
| ------------------------------------------------------- | ------- | ---- | -------------- |
| Résidences principales (en %)                           | 93,7    | 90,9 | 82,2           |
| Résidences secondaires et logements occasionnels (en %) | 0,1     | 1,8  | 9,7            |
| Logements vacants (en %)                                | 6,2     | 7,4  | 8,1            |

### Voies de communication et transports
La commune est traversée par la route départementale 645 de Douai à Denain ainsi que par les routes départementales 132 et 135.
Lewarde est desservie par la ligne A du réseau de transport de Douai.

## Toponymie
- au XIIe siècle : Warda Sti-Remigü (chronique Gisleb).
- 1246 : Custodia de S. Remigio (1er cartulaire d'Artois).
- 1255 : Le Warde Saint-Rémi (Titre d'Anchin, Escallier)[15].

## Histoire

### Antiquité
Des médailles romaines ont été  trouvées à diverses reprises à Lewarde, ainsi que des urnes remplies de cendre et cachées dans les carrières de grès et quatre têtes en bronze de style gallo-romain.
Époque celtique, découverte en 1843 d'une précieuse monnaie gauloise en cuivre, portant une tête casquée et au revers un coq debout.[réf. nécessaire]

### Moyen Âge
Le village de Lewarde  prend naissance sur une crête boisée (les monts Saint-Rémi) autour d'une zone fortifiée, construite par le comte de Hainaut au XIIIe siècle, d'où l'on pouvait surveiller la frontière commune aux Comtés de Flandres et de Hainaut.
De cette zone fortifiée, il ne reste rien. Mais, c'est à cet endroit supposé, sur le fief de Lewarde, qu'est construite l'église du village.
Le fief de Lewarde comprend , au Moyen Âge, environ la moitié de l'actuelle commune, l'autre étant incluse au fief des Vésignons. Ce dernier comprenait  un bois où l'on peut admirer une tour et un obélisque.

### Temps modernes
Aux XVIIIe et XIXe siècles, de riches familles vécurent à Lewarde : les Béharelle, Dervaux, Delegorgue... d'où l'édification d'importantes maisons bourgeoises ou de châteaux. On retrouve certains de ces patronymes sur les pierres tombales du cimetière.
À la fin de l'Ancien Régime, c'est dans l'une des habitations de la cité que nait Jacques-François Momal qui deviendra très vite un peintre renommé.

### Époque contemporaine
Au XIXe siècle commence l'édification de chapelles à Lewarde, la dernière datant des années 1950.
Lors des deux conflits mondiaux, les habitants de la commune sont durement touchés. Deux monuments aux morts commémorent ces événements.

Lewarde à la fin de la Première Guerre mondiale
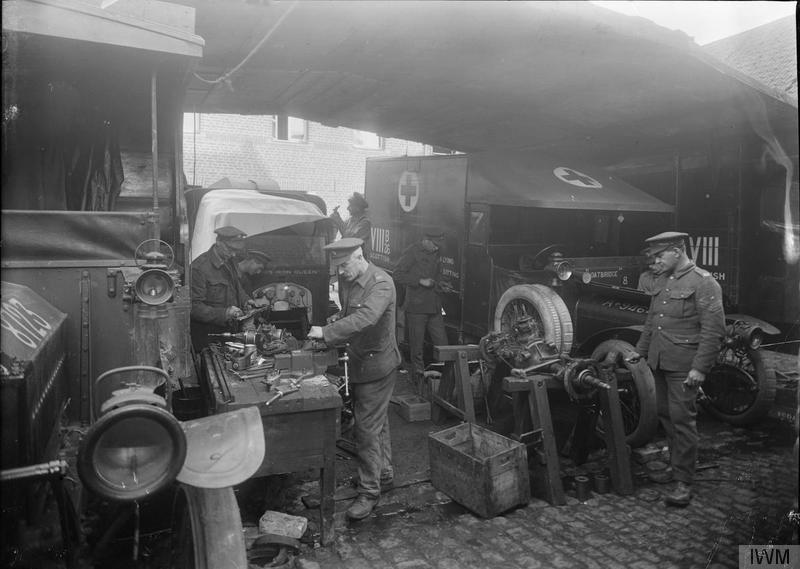
Atelier de réparations des ambulances du 8th Scottish Motor Ambulance Convoy, 30/10/2018
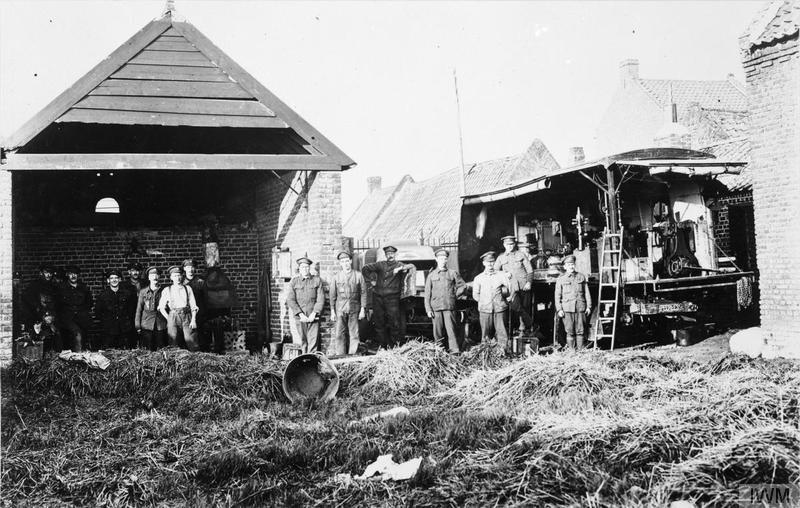
Personnels de l'atelier de réparation

Le village vivait autrefois de l'agriculture, mais aussi de l'extraction du grès qui reste très présent dans le village, en particulier à l'église et son ancien cimetière. Ces activités furent remplacées, au début du XXe siècle, par l'extraction houillère comme en témoignent la « cité Béharelle », l'ancien cavalier minier des Houillères, la Fosse Delloye et son Centre Historique Minier, et par le développement d'une brasserie.
Aujourd'hui, le syndicat d'initiative de Lewarde a planté une vigne, dans les anciens jardins du presbytère au pied de l'église, entretenu par des bénévoles de l'association.
Sur le site de l'ancienne fosse Delloye se trouve aujourd'hui le plus grand Centre historique minier de France. C'est à la fois un centre de documentation et un lieu touristique qui présente de nombreux objets, outils et machines. Le visiteur, guidé par d'anciens mineurs, peut également se faire une idée du travail dans les mines de charbon en parcourant des galeries reconstituées. Elles reprennent le concept des mines-images utilisées par les compagnies minières pour la formation de leurs personnels.

## Politique et administration

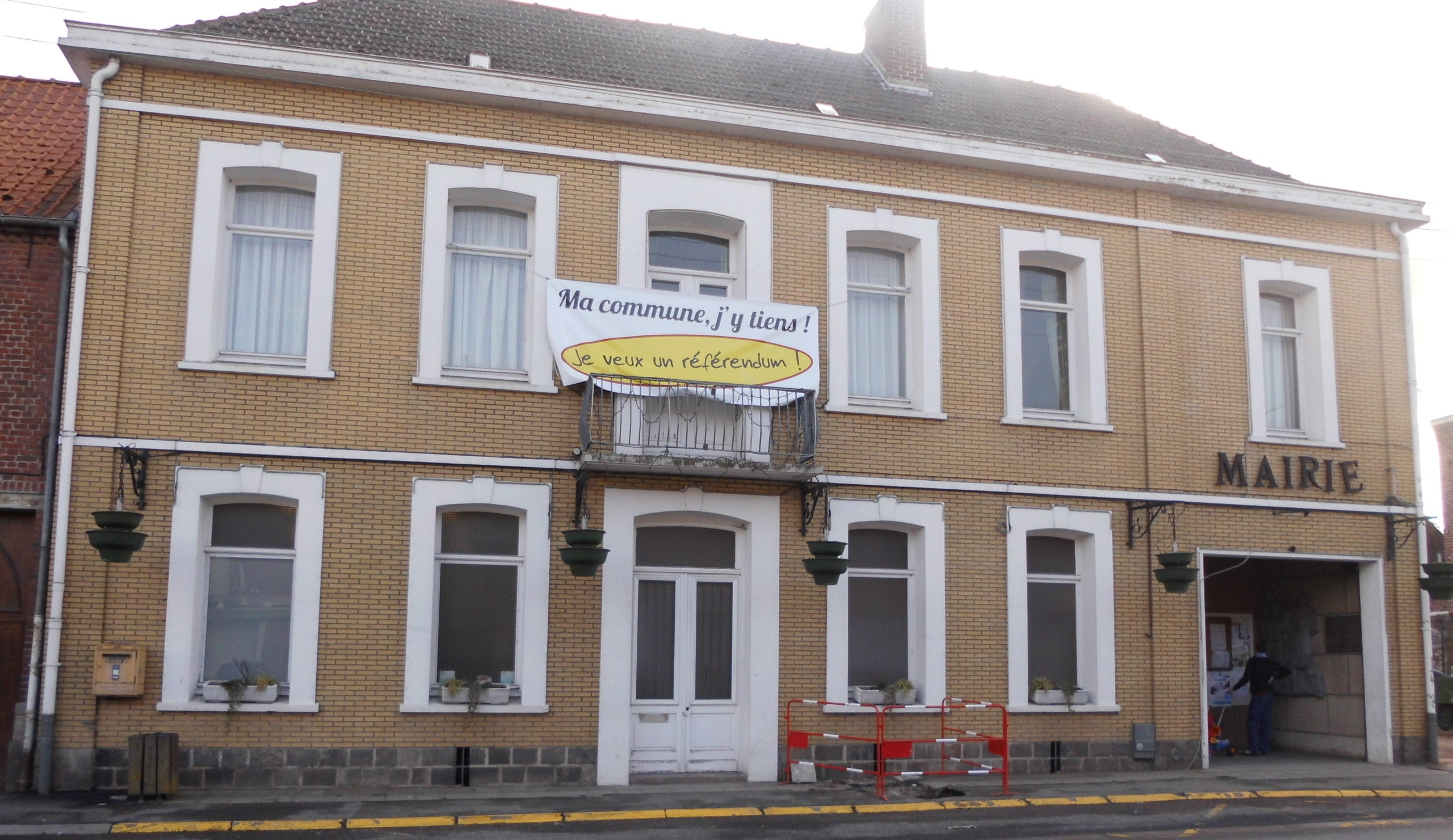
La mairie en 2014

### Rattachements administratifs et électoraux

#### Rattachements administratifs
La commune se trouve dans l'arrondissement de Douai du département du Nord.
Elle faisait partie depuis 1801 du canton de Douai-Sud. Dans le cadre du redécoupage cantonal de 2014 en France, cette circonscription administrative territoriale a disparu, et le canton n'est plus qu'une circonscription électorale.

#### Rattachements électoraux
Pour les élections départementales, la commune fait partie depuis 2014 du canton d'Aniche
Pour l'élection des députés, elle fait partie de la seizième circonscription du Nord.

### Intercommunalité
Lewarde est le siège de la communauté d'agglomération Cœur d'Ostrevent, un établissement public de coopération intercommunale (EPCI) à fiscalité propre créé en 2000 sous la dénomination de communauté de Communes de l'Est du Douaisis (CCED) et auquel la commune a transféré un certain nombre de ses compétences, dans les conditions déterminées par le code général des collectivités territoriales. En 2025, cette intercommunalité, qui avait pris en 2006 la dénomination de communauté de communes Cœur d'Ostrevent, se transforme en communauté d'agglomération.
Elle avait succédé au syndicat intercommunal de la région de Somain-Aniche (SIRSA), créée en 1962.

### Élections municipales et communautaires
Lors des élections municipales de 2014 dans le Nord, la liste PCF du maire sortant Alain Bruneel est la seule candidate et obtient donc la totalité des 885 suffrages exprimés. Cette liste est donc élue en totalité.
Lors de ce scrutin, 38,93 % des électeurs se sont abstenus, et 14,52 % des votants ont choisi un bulletin blanc ou nul..
Lors du premier tour des élections municipales de 2020 dans le Nord, la liste menée par le maire sortant Denis Michalak — qui avait succédé en 2017 à Alain Bruneel après son élection comme député — obtient la majorité absolue des suffrages exprimés, avec 666 voix (70,17 %, 17 conseilseillers municipaux élus dont 2 communautaires), devançant très largement celle menée par Thierry Pamart, qui a recueilli 283 voix (29,82 %, 2 conseillers municipaux élus).
Lors de ce scrutin marqué par la pandémie de Covid-19 en France, 45,37 % des électeurs se sont abstenus.

#### Administration municipale
Compte tenu de la population de la commune, désormais inférieure à 2 500 habitants, son conseil municipal est constitué de 19 membres, dont le maire et ses adjoinst.

#### Liste des maires

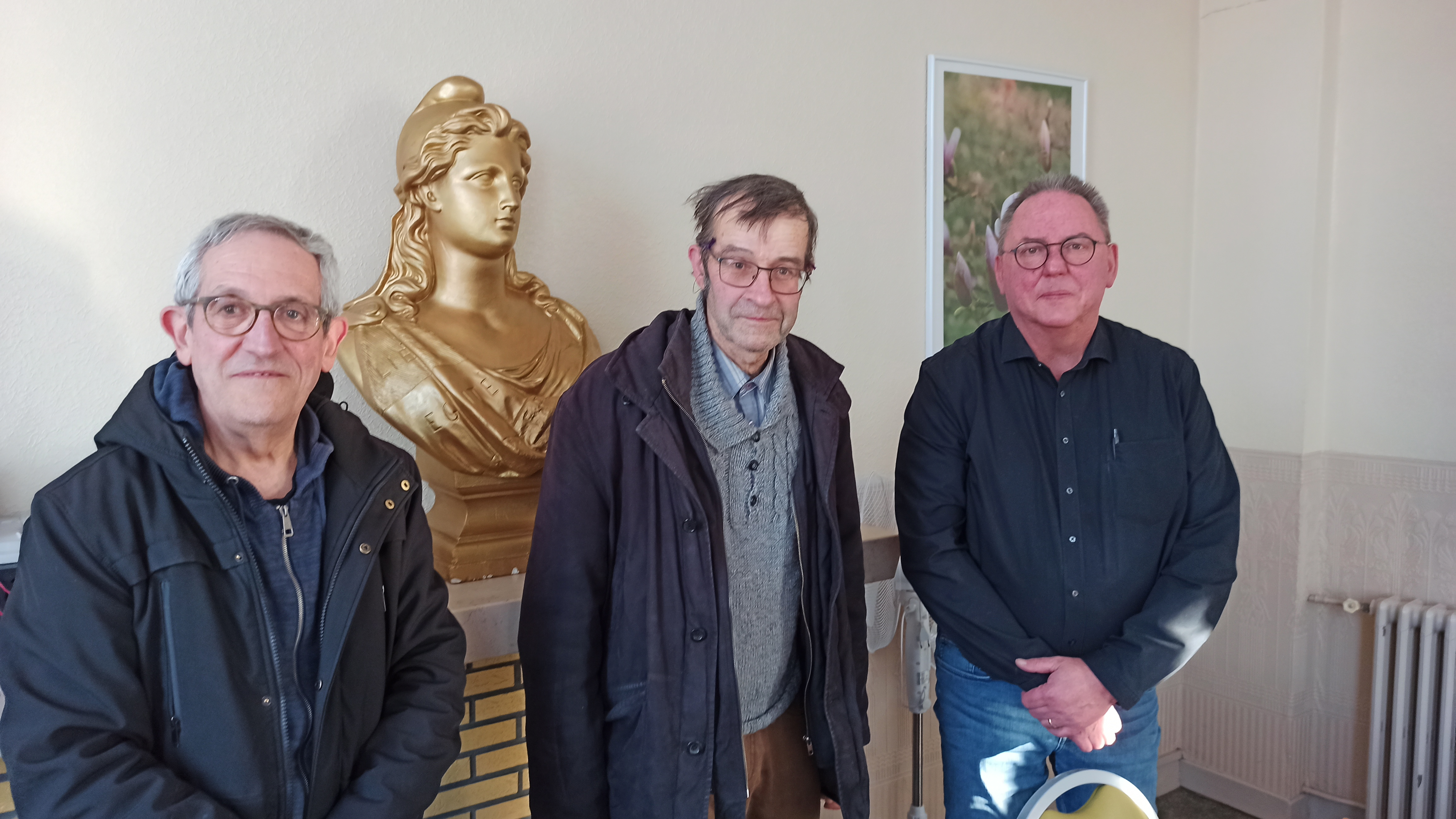
André Léger, adjoint à Lewarde, Bernard Coquelle de la Confédération paysanne et Denis Michalak maire, en mars 2022

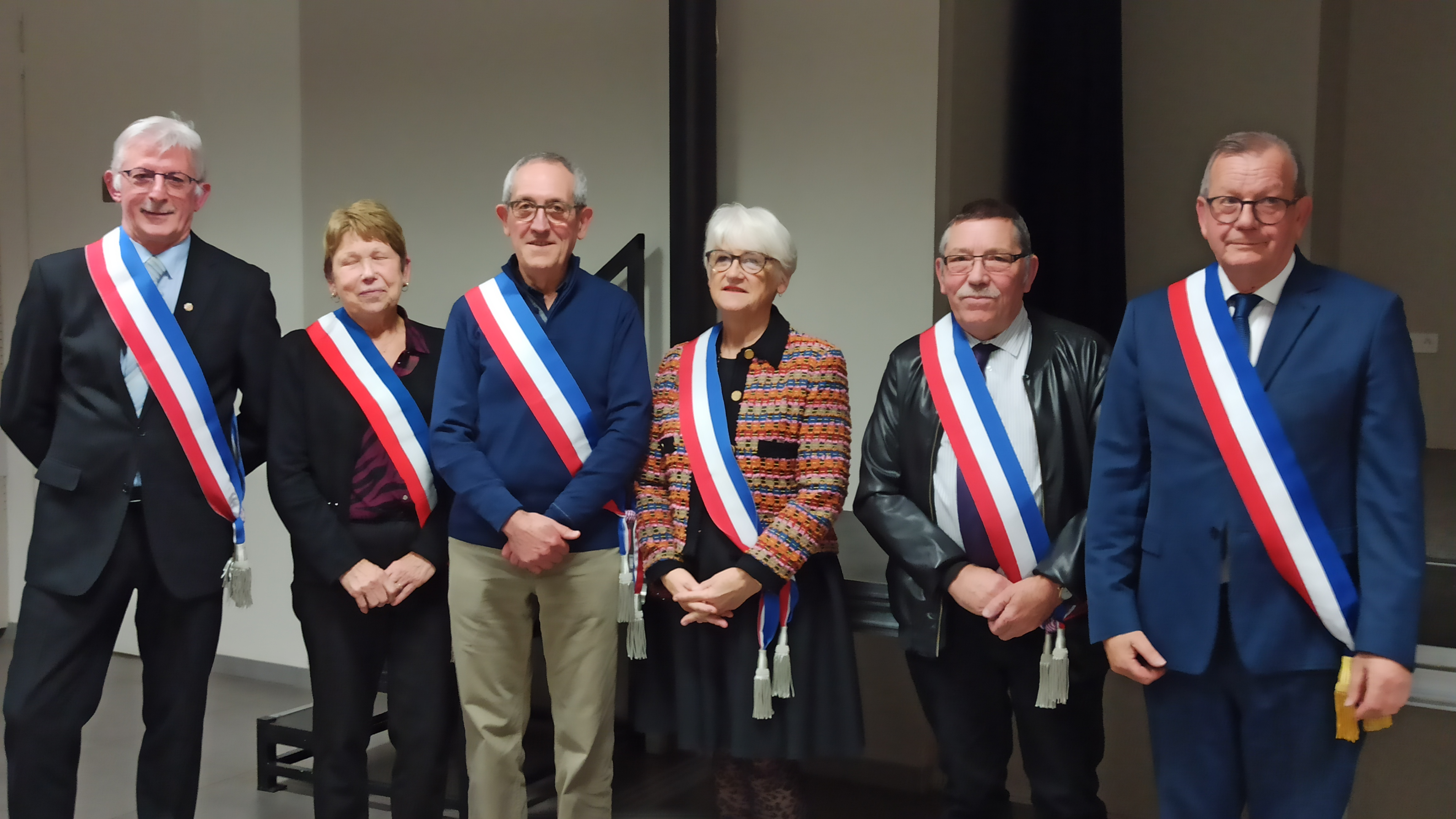
Élection du maire Alain Bruneel le 24 novembre 2022 et ses 5 adjoints : André Léger, Jeanne-Marie Delmaire, Jean-Claude Dubrunquez, Nina Lahssen et Claude Sombrin

| Période                                  | Période                        | Identité                            | Étiquette | Qualité |
| ---------------------------------------- | ------------------------------ | ----------------------------------- | --------- | --- |
| Les données manquantes sont à compléter. |                                |                                     |           | |
|                                          |                                |                                     |           | |
| Avant 1802-1807                          |                                | M. Dervaux                          |           | |
|                                          |                                |                                     |           | |
|                                          |                                | M. Béharelle                        |           | |
|                                          |                                | Jean-Baptiste Duez                  | SFIO      | Ouvrier mineur, syndicaliste |
| 1945                                     | 1965                           | Édouard Pot                         | PCF       | Chauffeur d'ambulance, résistant |
|                                          |                                |                                     |           | |
| mars 1977                                | décembre 1998                  | Irénée Nottez,                      | PCF       | Conducteur à la SNCF, syndicaliste Président du SI de la région de Somain-Aniche (avant 1978 → ? )                                                                                            |
| janvier 1999                             | 7 juillet 2017                 | Alain Bruneel                       | PCF       | Député du Nord (16e circ) (2017 → 2022) Conseiller régional du Nord-Pas-de-Calais (2004 → 2015) Conseiller général de Douai-Sud (2011 → 2015) Démissionnaire après son élection comme député. |
| 7 juillet 2017                           | 25 octobre 2022                | Denis Michalak (né le 11 août 1963) | PCF       | Démissionnaire |
| 24 novembre 2022                         | En cours (au 23 novembre 2022) | Alain Bruneel                       | PCF       | |

### Autres élections
Lors du premier tour de l'élection présidentielle française de 2022, les électeurs de Lewarde ont choisis les quatre premiers candidats suivants : Marine Le Pen (RN, 486 voix 37,56 % des suffrages exprimés), Jean-Luc Mélenchon (LFI, 251 voix (19,40 %), Emmanuel Macron (LREM, 224 voix, 17,31 %) et Fabien Roussel (PCF, 145 voix, 11,21 %).
Au second tour, Marine Le Pen dépasse largement avec 709 voix (60,60 %) le candidat élu au niveau national Emmanuel Macron (461 voix, 39,40 %). Lors de ce scrutin, 27,66 % des électeurs se sont abstenus.

## Population et société

### Démographie

#### Évolution démographique
L'évolution du nombre d'habitants est connue à travers les recensements de la population effectués dans la commune depuis 1793. Pour les communes de moins de 10 000 habitants, une enquête de recensement portant sur toute la population est réalisée tous les cinq ans, les populations de référence des années intermédiaires étant quant à elles estimées par interpolation ou extrapolation. Pour la commune, le premier recensement exhaustif entrant dans le cadre du nouveau dispositif a été réalisé en 2004.

En 2022, la commune comptait 2 388 habitants, en évolution de −1,4 % par rapport à 2016 (Nord : +0,51 %, France hors Mayotte : +2,11 %).
| 1793 | 1800 | 1806 | 1821  | 1831  | 1836  | 1841  | 1846  | 1851  |
| ---- | ---- | ---- | ----- | ----- | ----- | ----- | ----- | ----- |
| 807  | 820  | 944  | 1 086 | 1 186 | 1 163 | 1 146 | 1 138 | 1 120 |

| 1856  | 1861  | 1866  | 1872  | 1876  | 1881  | 1886  | 1891  | 1896  |
| ----- | ----- | ----- | ----- | ----- | ----- | ----- | ----- | ----- |
| 1 089 | 1 161 | 1 171 | 1 193 | 1 222 | 1 302 | 1 280 | 1 284 | 1 278 |

| 1901  | 1906  | 1911  | 1921  | 1926  | 1931  | 1936  | 1946  | 1954  |
| ----- | ----- | ----- | ----- | ----- | ----- | ----- | ----- | ----- |
| 1 336 | 1 444 | 1 422 | 1 359 | 1 373 | 1 462 | 1 505 | 1 571 | 1 463 |

| 1962  | 1968  | 1975  | 1982  | 1990  | 1999  | 2004  | 2006  | 2009  |
| ----- | ----- | ----- | ----- | ----- | ----- | ----- | ----- | ----- |
| 1 689 | 1 886 | 1 992 | 2 289 | 2 768 | 2 782 | 2 792 | 2 770 | 2 766 |

| 2014  | 2019  | 2022  | - | - | - | - | - | - |
| ----- | ----- | ----- | - | - | - | - | - | - |
| 2 502 | 2 430 | 2 388 | - | - | - | - | - | - |

#### Pyramide des âges
La population de la commune est relativement jeune.
En 2018, le taux de personnes d'un âge inférieur à 30 ans s'élève à 36,2 %, soit en dessous de la moyenne départementale (39,5 %). À l'inverse, le taux de personnes d'âge supérieur à 60 ans est de 26,5 % la même année, alors qu'il est de 22,5 % au niveau départemental.
En 2018, la commune comptait 1 204 hommes pour 1 223 femmes, soit un taux de 50,39 % de femmes, légèrement inférieur au taux départemental (51,77 %).
Les pyramides des âges de la commune et du département s'établissent comme suit.
| Hommes | Classe d’âge | Femmes |
| ------ | ------------ | ------ |
| 0,4    | 90 ou +      | 1,5    |
| 6,2    | 75-89 ans    | 8,2    |
| 17,3   | 60-74 ans    | 19,3   |
| 18,9   | 45-59 ans    | 19,8   |
| 19,8   | 30-44 ans    | 16,1   |
| 17,3   | 15-29 ans    | 16,7   |
| 20,0   | 0-14 ans     | 18,4   |

| Hommes | Classe d’âge | Femmes |
| ------ | ------------ | ------ |
| 0,5    | 90 ou +      | 1,4    |
| 5,3    | 75-89 ans    | 8,1    |
| 14,8   | 60-74 ans    | 16,2   |
| 19,1   | 45-59 ans    | 18,4   |
| 19,5   | 30-44 ans    | 18,7   |
| 20,7   | 15-29 ans    | 19,1   |
| 20,2   | 0-14 ans     | 18     |

### Manifestations culturelles et festivités
La « fête de la châtaigne » a lieu le deuxième dimanche d'octobre. Les sociétés locales, la municipalité, les Lewardois y participent. Tout au long de ce week-end se mêlent activités sportives, culturelles, artistiques (marché aux puces, cross de la Châtaigne, soirées, défilé…). On y ajoute pour la parfaire, « Le Truffé Lewardois », pâté à la châtaigne dont les secrets de fabrication sont jalousement conservés.

### Sports et loisirs
- Salle omnisports (Tennis de table, Judo, Gymnastique, Tennis, Piscine, Stade olympique),
- Stade municipal (Football).
- Club de football : USCL Lewarde (Union Sportive Corporative Laïque de Lewarde), créé en 1968

## Culture locale et patrimoine

### Lieux et monuments
- Ancienne fosse Delloye de la Compagnie des mines d'Aniche, devenue le Centre historique minier de Lewarde.

Le centre historique minier
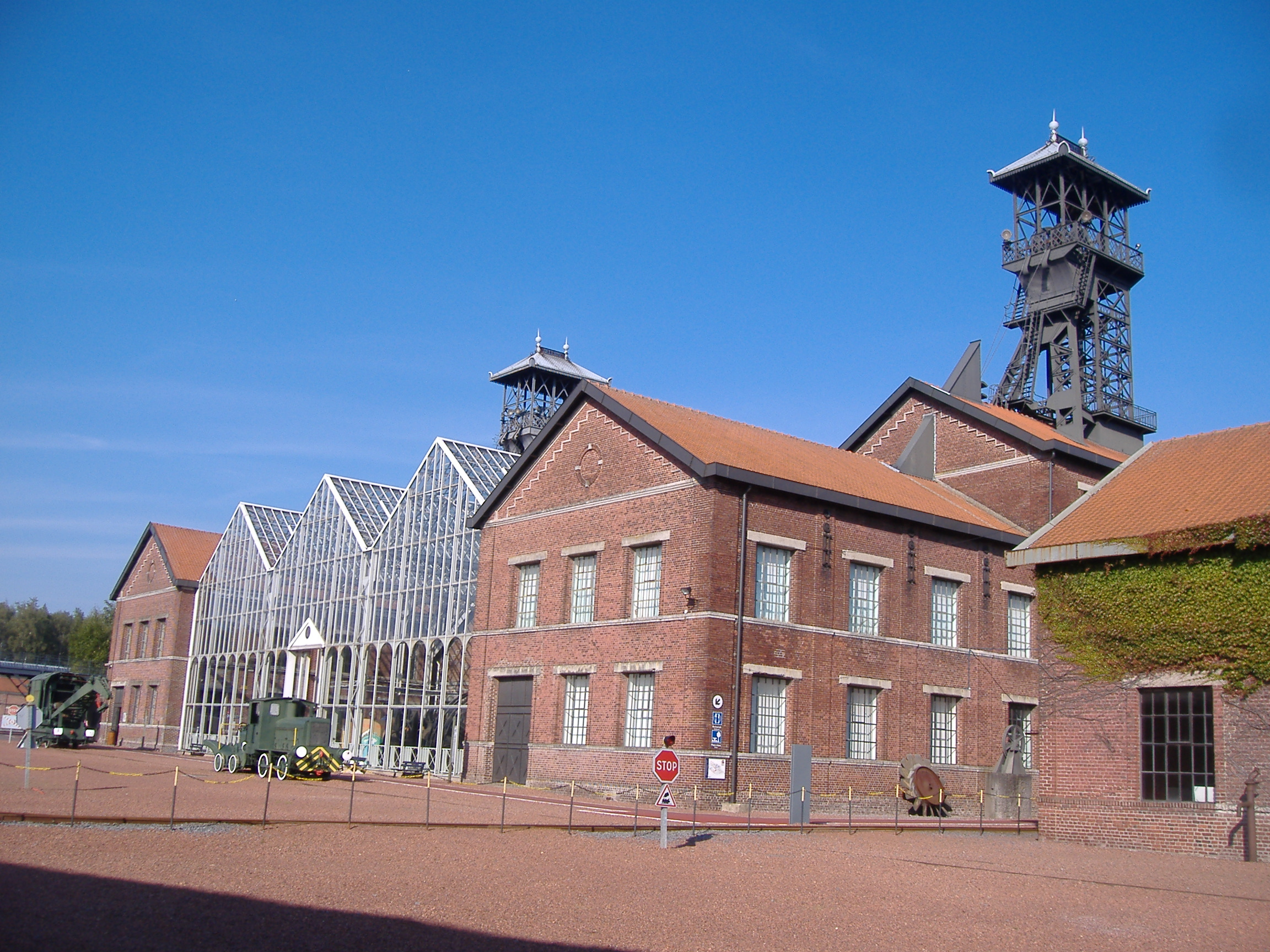
Bâtiment d'extraction.
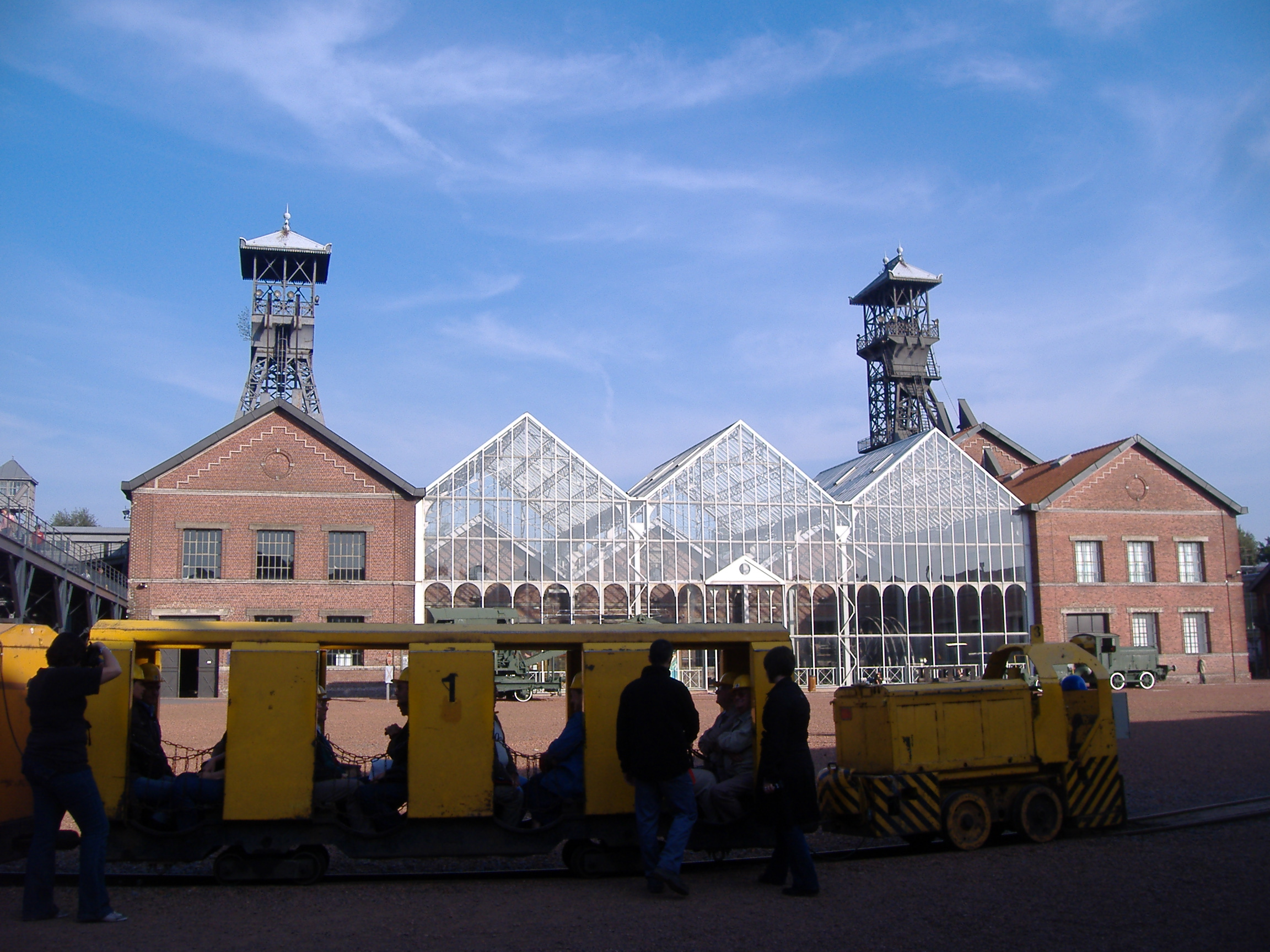
Le train qui emmène les passagers dans les galeries reconstituées.
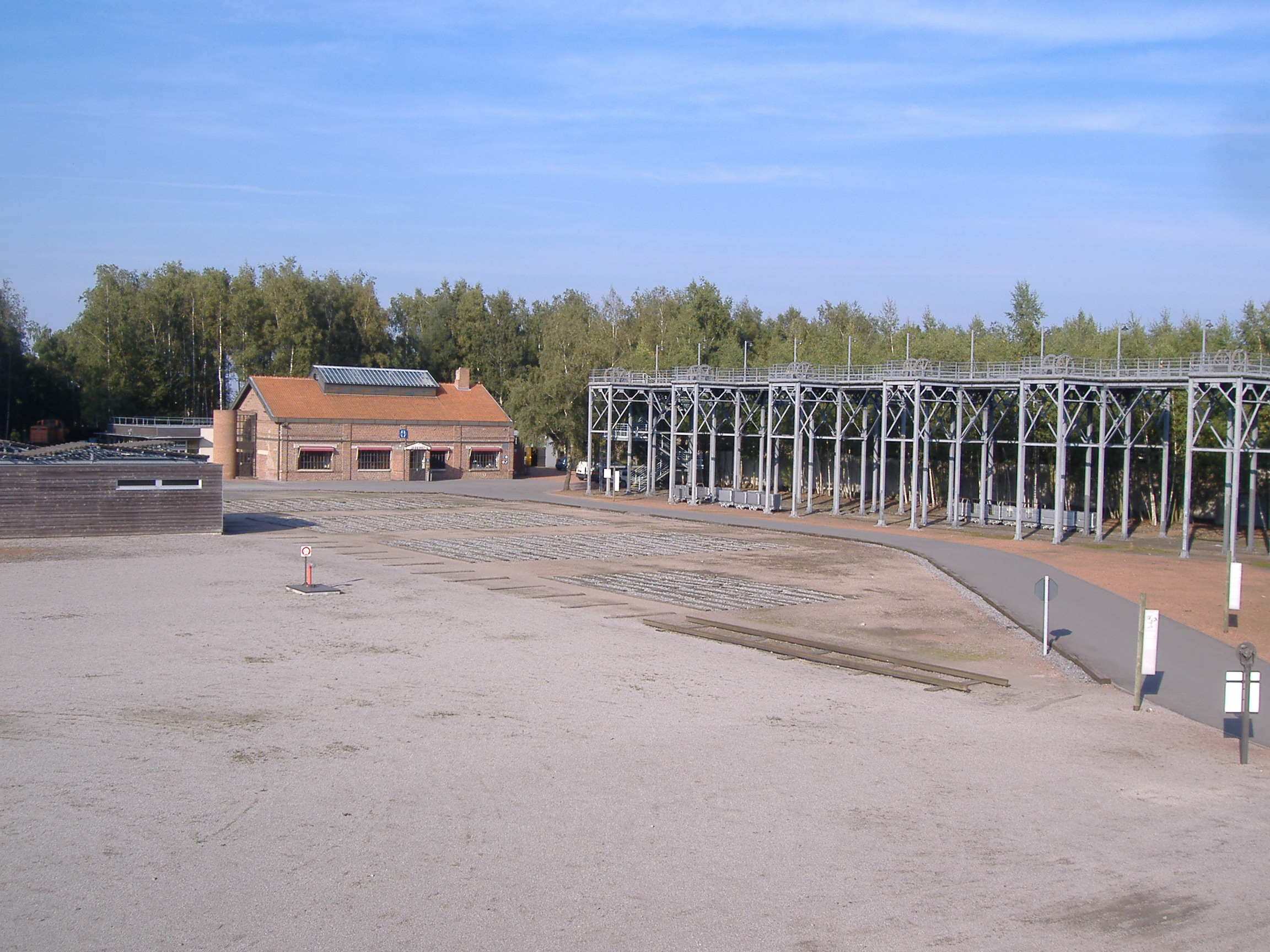
La scierie, devenue restaurant.
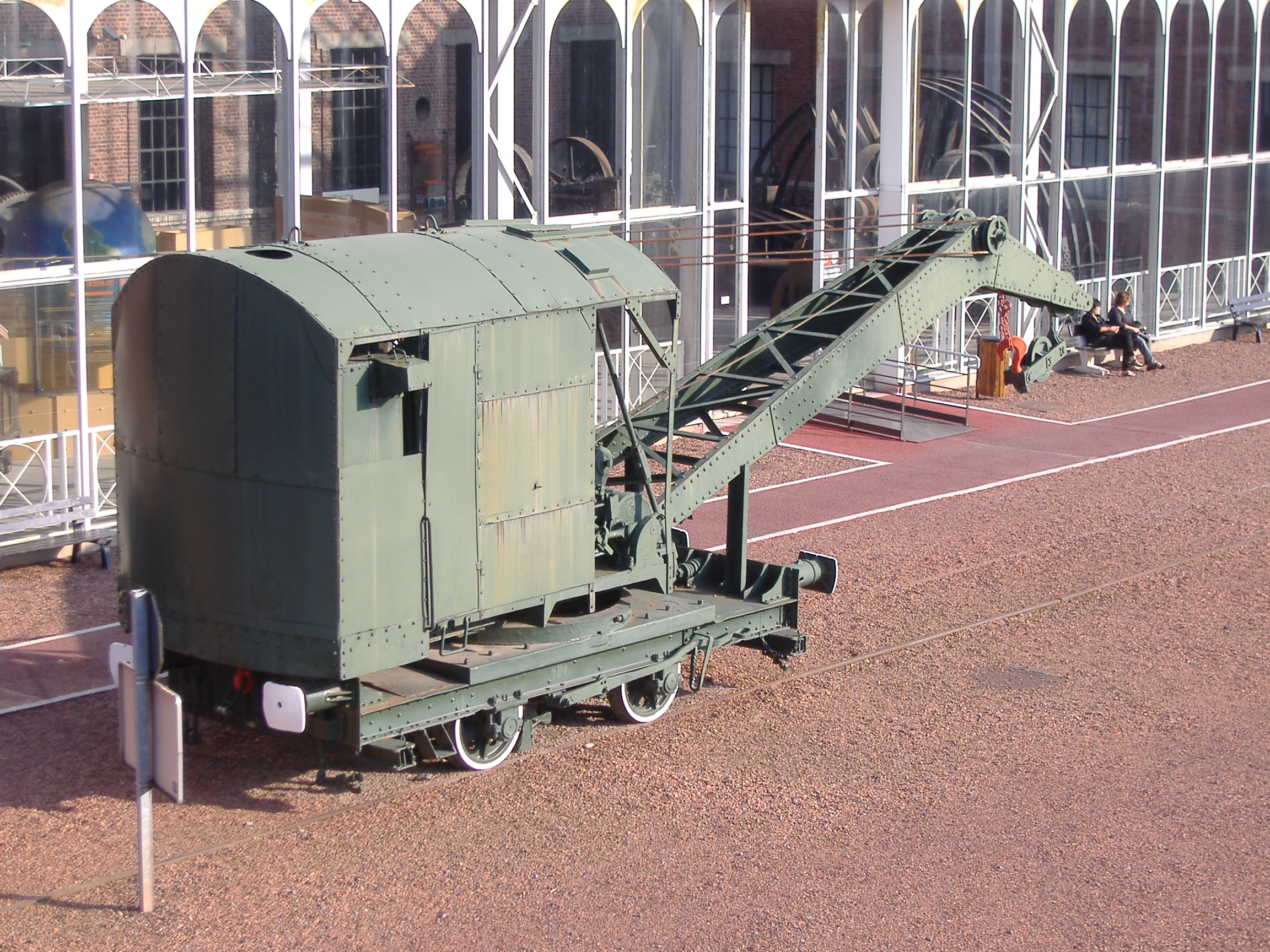
Une grue ferroviaire.
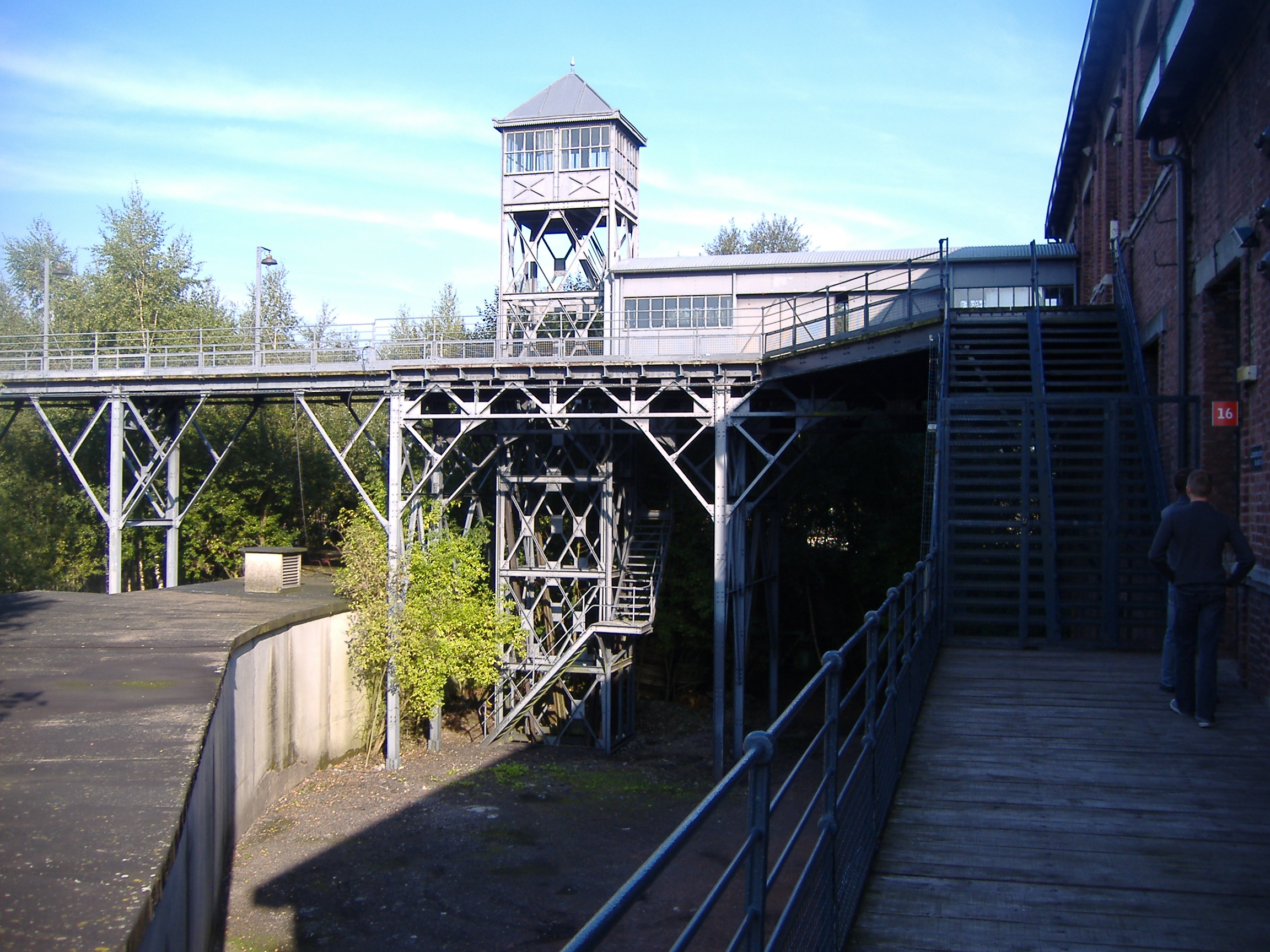
La zone où le charbon était déchargé, en bas, on aperçoit le bâtiment des galeries reconstituées.

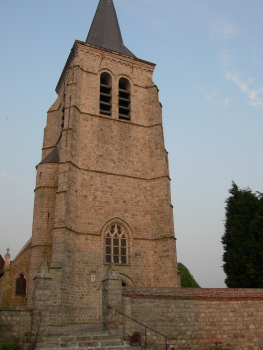
L'église Saint-Remi.

- Église Saint-Remi (XVIe siècle-XIXe siècle) où certaines scènes de la série télévisée Maria Vandamme furent tournées dans les années 1980.
- Château de Vésignion rebati en 1765 par le président Deforest[34] de Lewarde. 
Le 14 avril 2007 a été inauguré un parc en bordure du château. Ce parc, donnant directement sur le château, compte un nombre important de sculptures sur bois ainsi qu'un labyrinthe « naturel ». Des activités « accrobranches » sont ponctuellement organisées.
- Domaine Bauck (XIXe siècle-XXe siècle)
- Le manoir de Layens (XVIe siècle-XVIIIe siècle)
- L'ancien cavalier des houillères
- La pyramide ou l'obélisque (entre 1816 et 1818)
- Monuments aux morts de Maurice Rogerol

Avec son bois, son centre historique minier et son parc, Lewarde s'impose comme un haut lieu du tourisme du Nord-Pas-de-Calais.

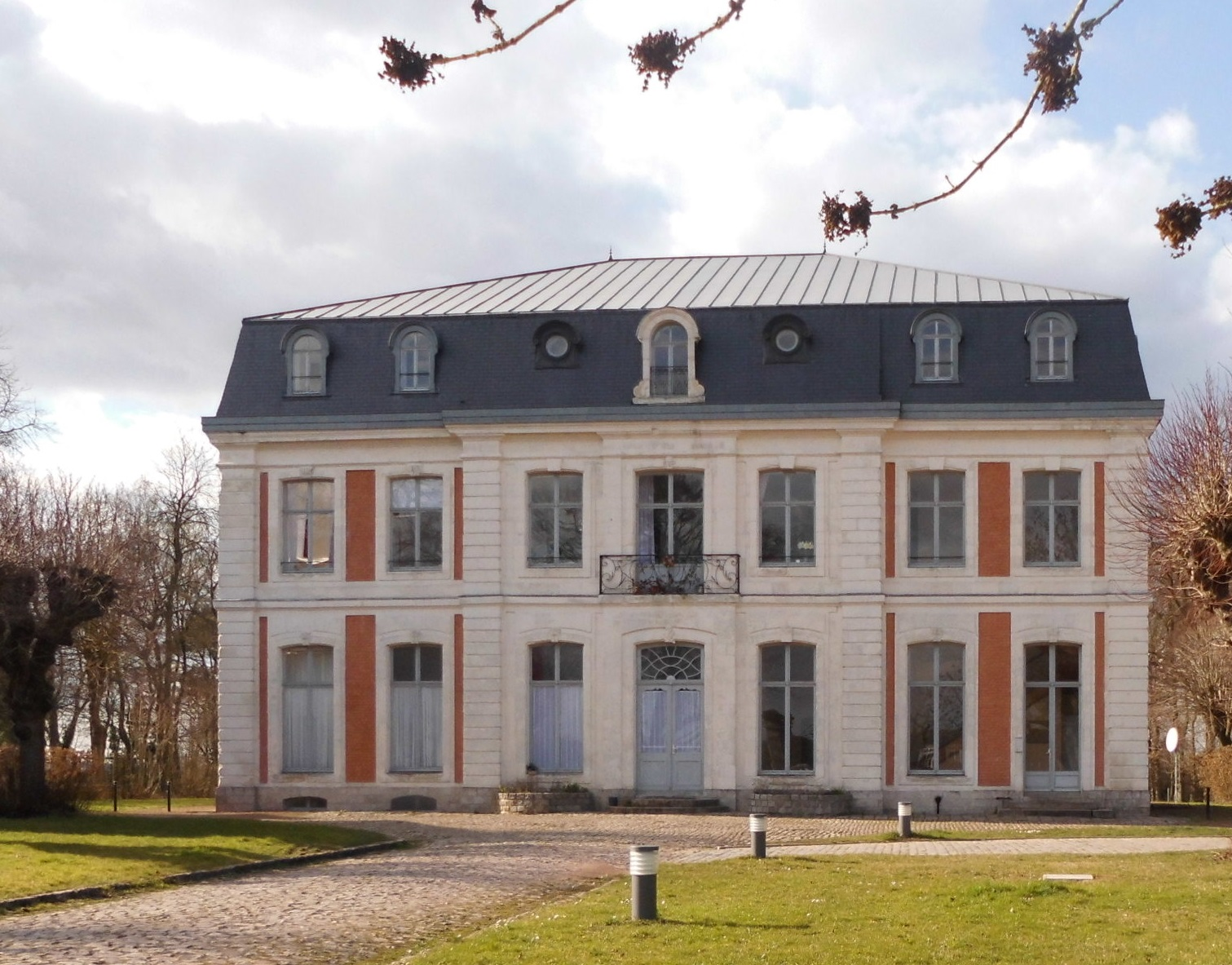
Château de Lewarde
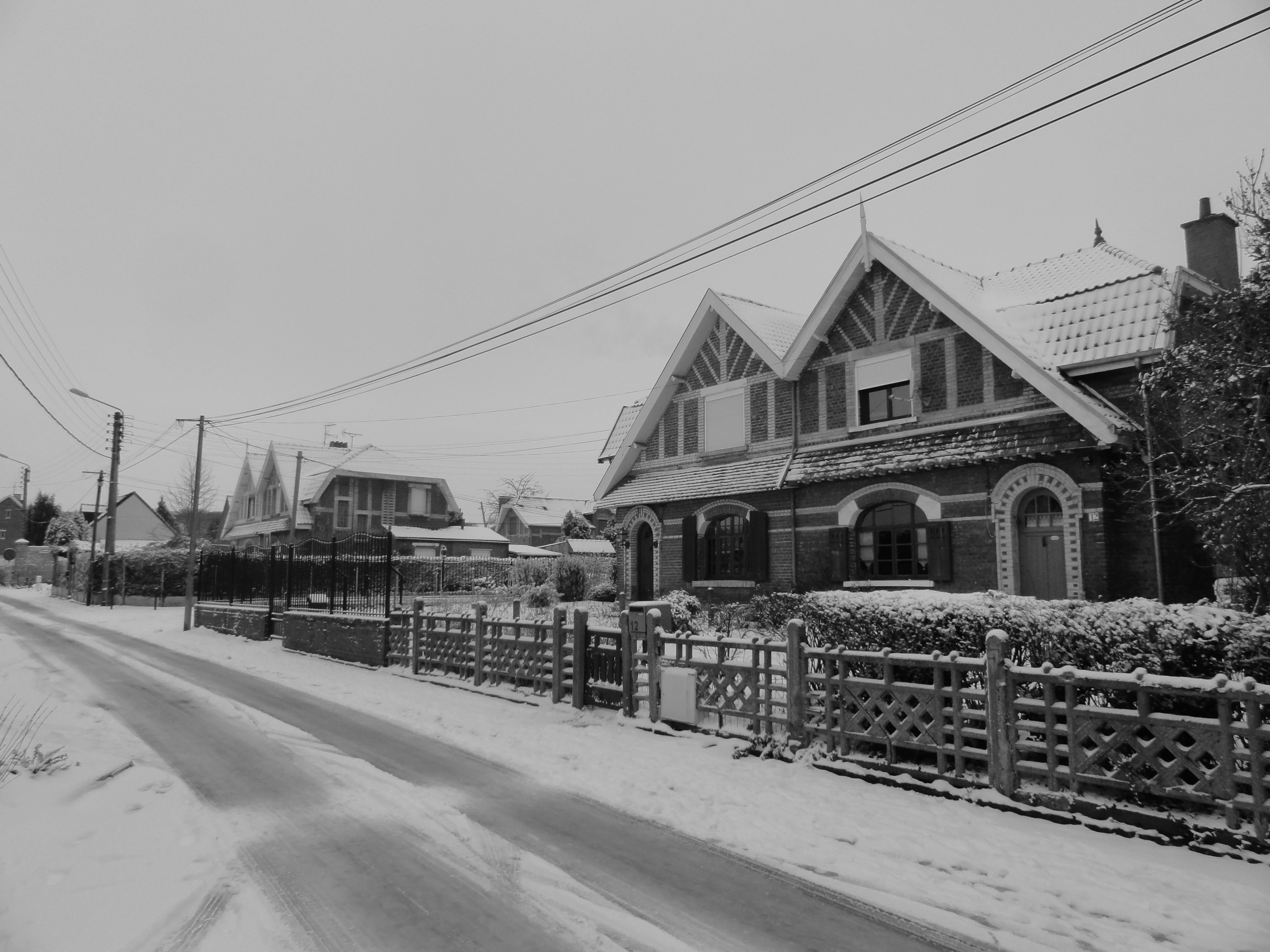
Cités de la Fosse Delloye en janvier 2013
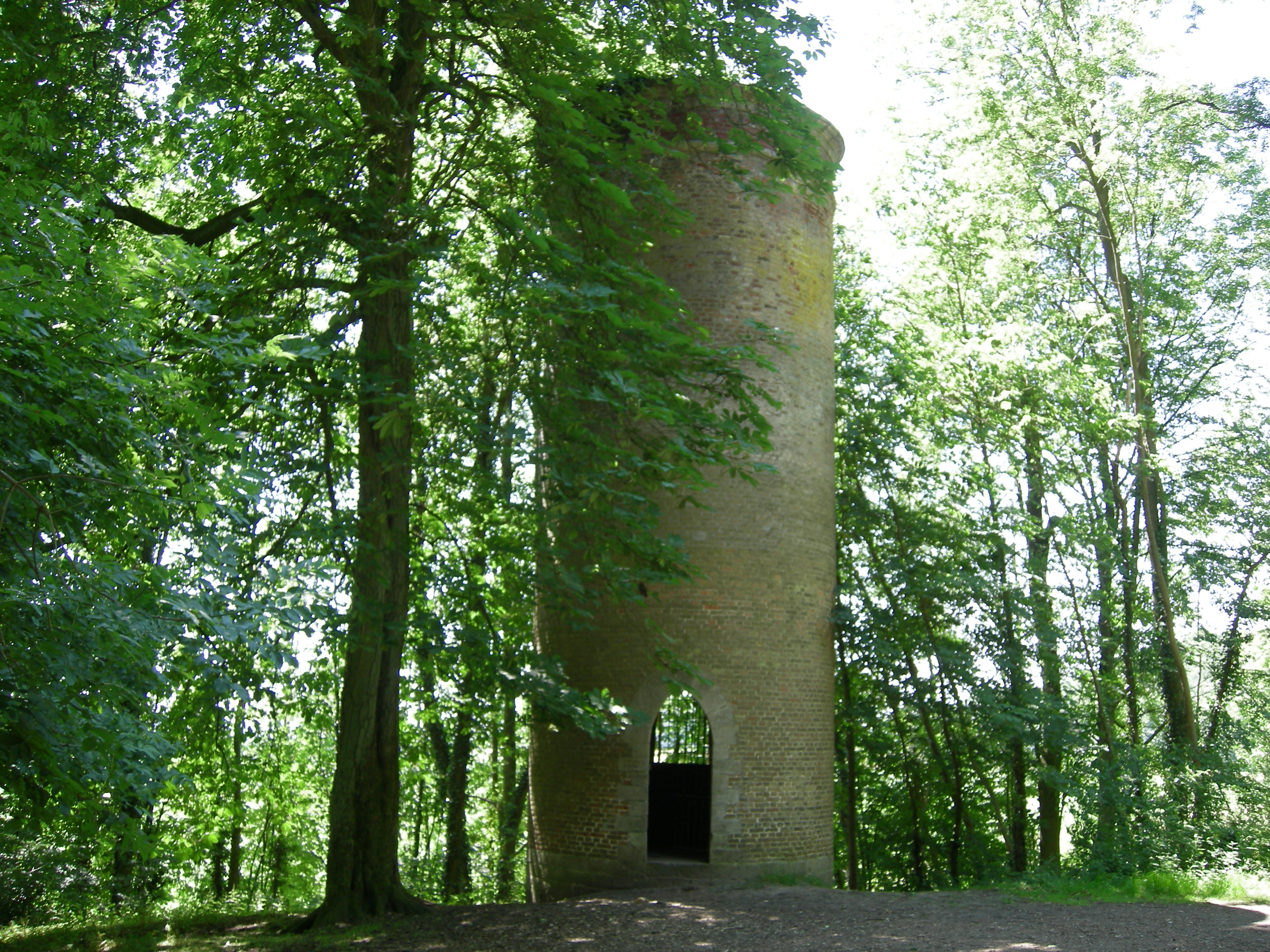
Tour de Lewarde.
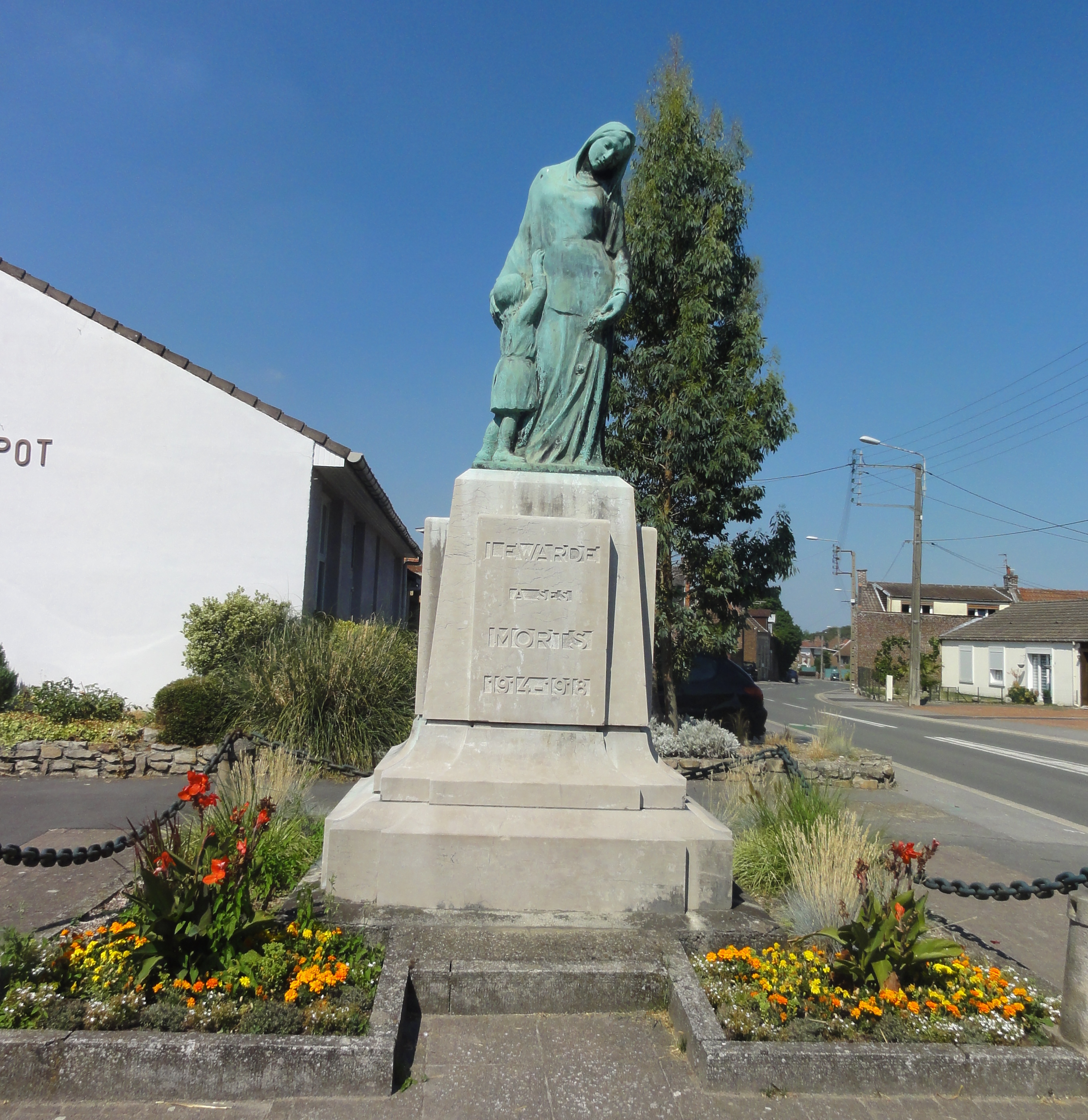
Monument aux morts.

### Personnalités liées à la commune
- Jacques-François Momal, peintre né en 1754 peintre et graveur, dirigea pendant de longues années l'école de peinture de Valenciennes décédé à Valenciennes le 22 septembre 1832[34].
- Jacques Van Cappelen, ancien footballeur professionnel du LOSC est né à Lewarde[35].

### Spécialités culinaires
- Le truffé Lewardois : pâté à la châtaigne
- Le pain à la châtaigne

Ces deux spécialités ne peuvent se goûter que lors de la fête de la châtaigne

### Lewarde dans les arts et la culture
En février 2021, une semaine de tournage de la mini-série Germinal, historique franco-italien en six épisodes de 52 minutes créée par Julien Lilti et réalisée par David Hourrègue a eu lieu à la fosse Delloye des mines d'Aniche à Lewarde, notamment à la salle de l'accrochage du puits no 1 et la passerelle de liaison.

Scenès du tournage de Germinal (clichés Serge Ottaviani)
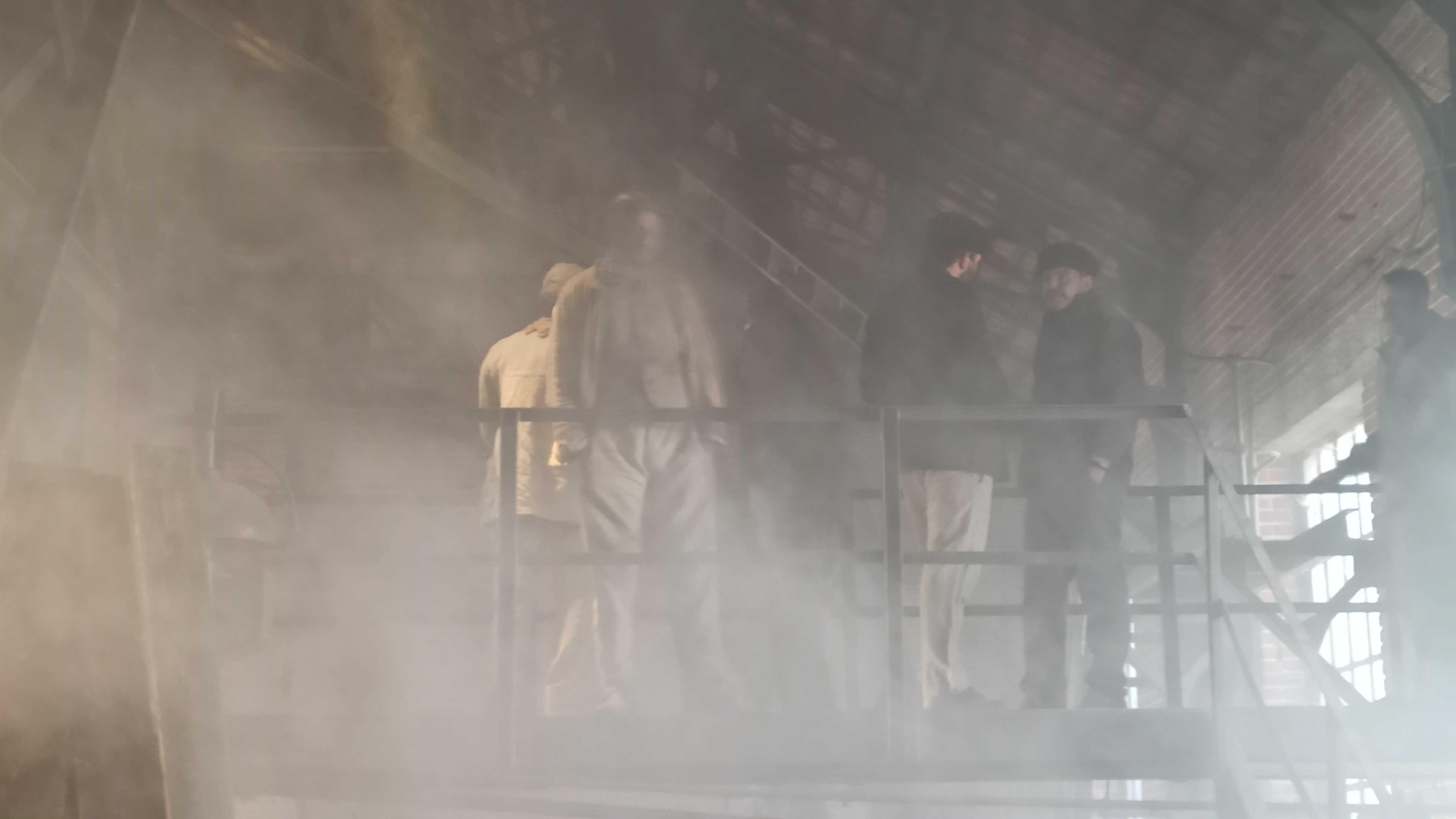
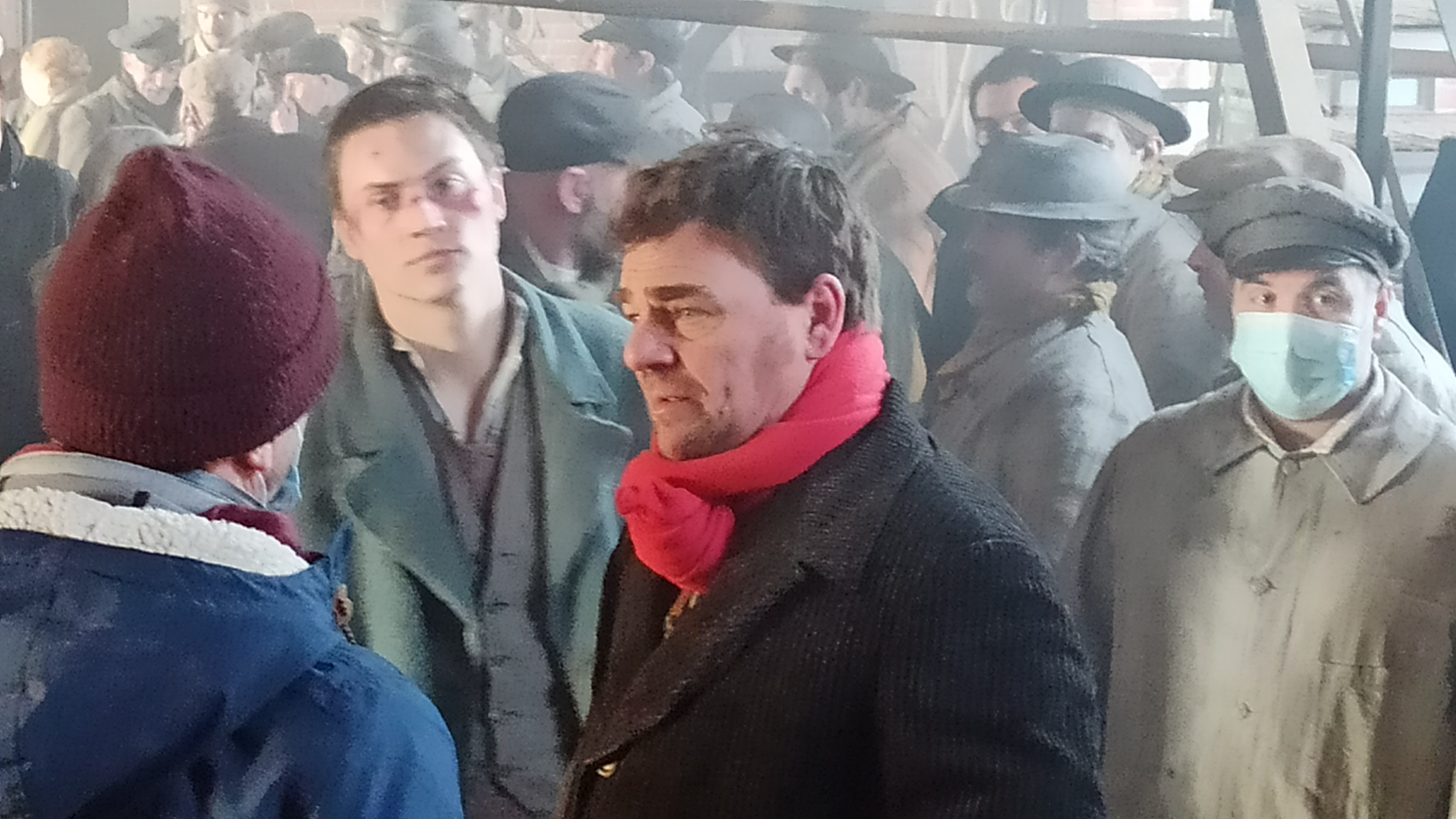
Thierry Godard et david Hourrègue
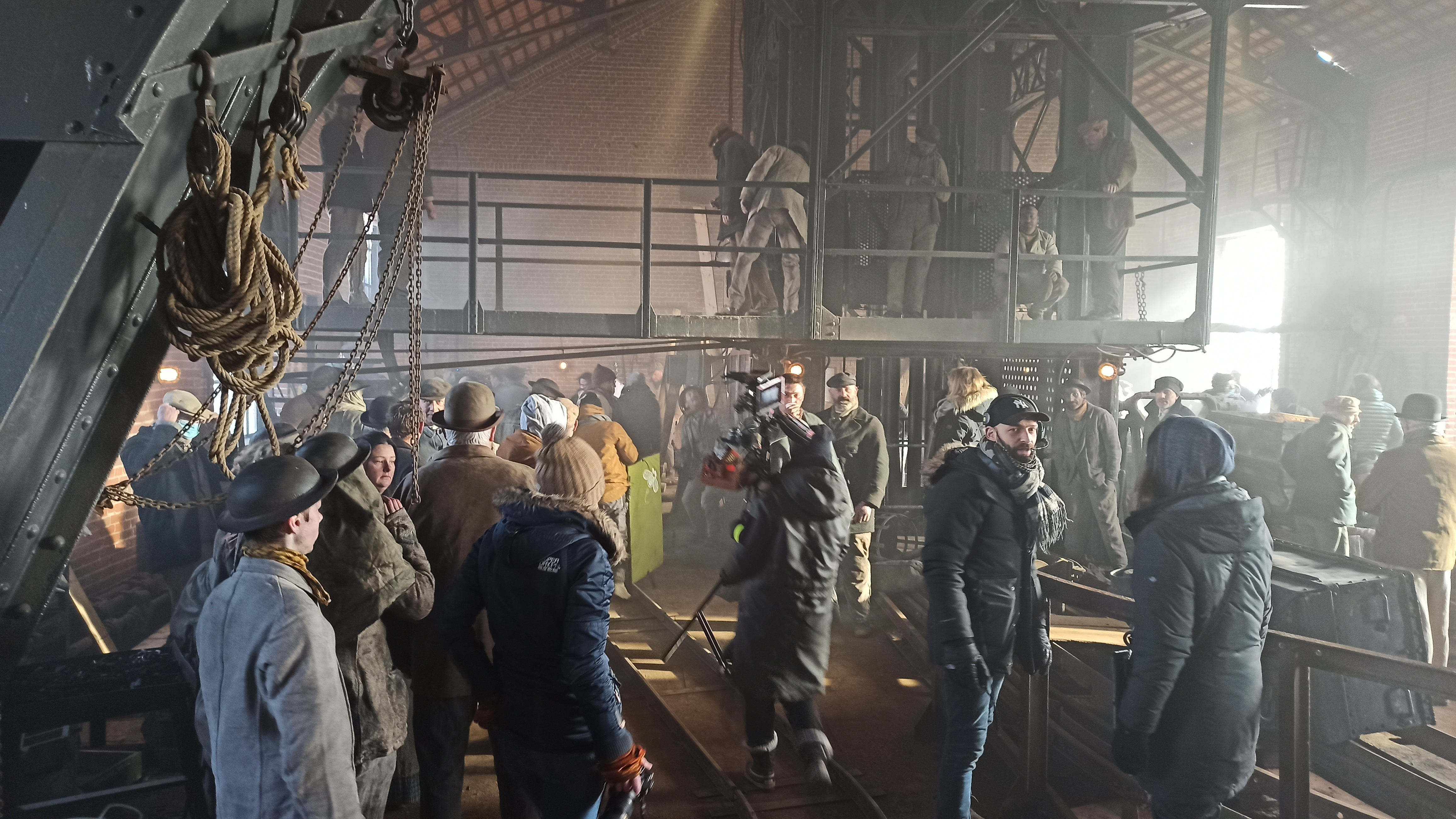

### Folklore
Lewarde a pour géants Isidore, Jacques Deforest de Quardeville et Lucie.

### Héraldique
| Blason de Lewarde | Blason  | Coupé : en chef, d'or à un lion de gueules tenant de ses deux pattes de devant une banderole du même ; en pointe, d'azur à trois merlettes d'argent. |
| Blason de Lewarde | Détails | Le statut officiel du blason reste à déterminer. |

## Pour approfondir